# 小行星175410
小行星175410（175410 Tsayweanshun），臨時編號2006 PB8，是一顆位於小行星帶的小行星。由鹿林天文台於2006年4月12日發現。
該小行星以曾任教於國立中央大學天文研究所的台灣天文學家蔡文祥命名，表彰他對台灣可見光天文學觀測的貢獻。